# شهرستان مرکزی دنکالیا
شهرستان مرکزی دنکالیا یک منطقهٔ مسکونی در اریتره است که در منطقه دریای سرخ جنوبی واقع شده‌است.